# El Rey en Londres
El Rey en Londres es una película de 1966 hecha en coproducción entre Argentina y el Reino Unido, protagonizada por el cantautor argentino Palito Ortega (conocido localmente como El Rey) y la actriz Graciela Borges. Fue dirigida por Aníbal Uset, siendo su ópera prima. Sin embargo, este filme contiene varias escenas de la película musical británica Pop Gear (1965), dirigida por Frederic Goode.

## Sinopsis
La película muestra a manera de documental el viaje a Londres de Palito Ortega y Graciela Borges, quienes, además de recorrer diversos hitos turísticos de esa ciudad como el palacio de Buckingham, la abadía de Westminster, el Big Ben y Trafalgar Square, presentan a varios artistas de la llamada Invasión británica. Sobre el final de la película aparece una escena en la cual se observa la actuación del protagonista en una fiesta cuyos teloneros son The Beatles.

## Elenco
- Palito Ortega
- Graciela Borges
- Matt Monro
- Susan Maughan
- The Animals
- The Honeycombs
- The Rockin Berries
- Herman's Hermits
- The Nashville Teens
- The Four Pennies
- Billy Kramer and the Dakotas
- The Fourmost
- Los Cuatro de Remo
- Billie Davis
- Peter and Gordon
- The Spencer Davis Group
- The Beatles